# Yeşilyurt Spor Kulübü 2014-2015 (pallavolo)
Questa voce raccoglie le informazioni riguardanti lo Yeşilyurt Spor Kulübü nella stagione 2014-2015.

## Organigramma societario
Area direttiva
- Presidente: Necmettin Karabacak

Area tecnica
- Allenatore: Mehmet Yücel (fino al 19 gennaio 2015), Andrej Smirnov (dal 20 gennaio 2015)
- Secondo allenatore: Tayfun Muçi
- Scoutman: Ali Yılmaz

## Rosa
| N° | Nome             | Ruolo | Data di nascita  | Nazionalità sportiva |
| -- | ---------------- | ----- | ---------------- | -------------------- |
| 1  | Betül Vural      | L     | 25 novembre 1994 | Turchia              |
| 2  | Erçe Kasapoğlu   | L     | 6 giugno 1996    | Turchia              |
| 3  | Anita Bredis     | P     | 27 gennaio 1992  | Azerbaigian          |
| 4  | Ece Hocaoğlu     | S     | 5 marzo 1994     | Turchia              |
| 5  | Gizem Yılmaz     | C     | 19 ottobre 1996  | Turchia              |
| 6  | Nergis Can       | P     | 26 agosto 1999   | Turchia              |
| 7  | Damla Kayacan    | P     | 9 marzo 1995     | Turchia              |
| 8  | Halime Akay      | S     | 26 ottobre 1997  | Turchia              |
| 9  | Çağla Erdem      | O     | 18 giugno 1998   | Turchia              |
| 10 | Hümay Topaloğlu  | S     | 3 agosto 1996    | Turchia              |
| 11 | Yeşim Yençilek   | S     | 31 agosto 1997   | Turchia              |
| 13 | Büşra Şahin      | C     | 8 agosto 1997    | Turchia              |
| 14 | Lisbet Arredondo | S     | 22 novembre 1987 | Cuba                 |
| 15 | Nazlıcan Yılmaz  | L     | 23 novembre 1996 | Turchia              |
| 16 | Selin Uygur      | C     | 18 agosto 1992   | Turchia              |
| 17 | Su Zent          | C     | 25 marzo 1996    | Turchia              |
| 18 | Fatma Altınbaşak | P     | 1º gennaio 1993  | Turchia              |

## Mercato
| Acquisti | Acquisti         | Acquisti      | Acquisti   |
| R.       | Nome             | da            | Modalità   |
| -------- | ---------------- | ------------- | ---------- |
| L        | Betül Vural      | Sarıyer       | definitivo |
| L        | Erçe Kasapoğlu   | Eczacıbaşı    | definitivo |
| P        | Anita Bredis     | Sparta        | definitivo |
| S        | Ece Hocaoğlu     | Çanakkale     | definitivo |
| C        | Gizem Yılmaz     | Eczacıbaşı    | definitivo |
| P        | Nergis Can       | ?             | definitivo |
| P        | Damla Kayacan    | Ereğli        | definitivo |
| S        | Halime Akay      | giovanili     | definitivo |
| O        | Çağla Erdem      | giovanili     | definitivo |
| S        | Yeşim Yençilek   | giovanili     | definitivo |
| C        | Büşra Şahin      | giovanili     | definitivo |
| S        | Lisbet Arredondo | Šygys Öskemen | definitivo |
| L        | Nazlıcan Yılmaz  | giovanili     | definitivo |
| C        | Selin Uygur      | Eczacıbaşı    | definitivo |
| C        | Su Zent          | Bolu          | definitivo |
| P        | Fatma Altınbaşak | giovanili     | definitivo |

| Cessioni | Cessioni          | Cessioni            | Cessioni      |
| R.       | Nome              | a                   | Modalità      |
| -------- | ----------------- | ------------------- | ------------- |
| C        | Ceren Çağlar      | Çanakkale           | definitivo    |
| P        | Tuğçe Hocaoğlu    | İdman Ocağı         | definitivo    |
| C        | Pınar Motur       | Seramiksan          | definitivo    |
| L        | Simge Aköz        | Çanakkale           | definitivo    |
| L        | Şule Yetimoğlu    | Maltepe             | definitivo    |
| O        | Ceren Kestirengöz | VakıfBank           | definitivo    |
| P        | Merve Tanıl       | Çanakkale           | definitivo    |
| S        | Duygu Öztürk      | Maltepe             | definitivo    |
| S        | Kyla Richey       | Robur Tiboni Urbino | definitivo    |
| O        | Seray Altay       | Beşiktaş            | definitivo    |
| S        | Rita Liliom       | Pesaro              | definitivo    |
| C        | Özge Yurtdagülen  | Galatasaray         | fine prestito |
| S        | Lisbet Arredondo  | Gresik Petrokimia   | definitivo    |
| C        | Selin Uygur       | Çanakkale           | definitivo    |

## Risultati

### Voleybol 1. Ligi

#### Regular season

##### Andata
| 1ª giornata - 25 ottobre 2014 Yeşilyurt Spor Salonu, Istanbul                  | Yeşilyurt   | 0 - 3 | Galatasaray | 21-25, 17-25, 21-25        |
| 2ª giornata - 1 novembre 2014 Trabzon 19 Mayıs Spor Salonu, Trebisonda         | İdman Ocağı | 3 - 1 | Yeşilyurt   | 25-13, 17-25, 25-18, 25-23 |
| 3ª giornata - 4 novembre 2014 Yeşilyurt Spor Salonu, Istanbul                  | Yeşilyurt   | 0 - 3 | Bursa BB    | 12-25, 19-25, 14-25        |
| 4ª giornata - 8 novembre 2014 Eczacıbaşı Spor Salonu, Istanbul                 | Eczacıbaşı  | 3 - 0 | Yeşilyurt   | 25-16, 25-13, 25-10        |
| 5ª giornata - 16 novembre 2014 Yeşilyurt Spor Salonu, Istanbul                 | Yeşilyurt   | 1 - 3 | VakıfBank   | 6-25, 10-25, 25-21, 18-25  |
| 6ª giornata - 22 novembre 2014 Başkent Voleybol Salonu, Ankara                 | İlbank      | 3 - 0 | Yeşilyurt   | 25-20, 25-15, 25-20        |
| 7ª giornata - 29 novembre 2014 Cengiz Göllü Kapalı Spor Salonu, Bursa          | Nilüfer     | 3 - 0 | Yeşilyurt   | 25-12, 25-12, 25-11        |
| 8ª giornata - 2 dicembre 2014 Yeşilyurt Spor Salonu, Istanbul                  | Yeşilyurt   | 0 - 3 | Fenerbahçe  | 13-25, 14-25, 13-25        |
| 9ª giornata - 6 dicembre 2014 BJK Akatlar Arena, Istanbul                      | Beşiktaş    | 3 - 0 | Yeşilyurt   | 25-13, 25-13, 25-22        |
| 10ª giornata - 13 dicembre 2014 Yeşilyurt Spor Salonu, Istanbul                | Yeşilyurt   | 1 - 3 | Çanakkale   | 14-25, 14-25, 30-28, 18-25 |
| 11ª giornata - 20 dicembre 2014 Bahçeköy Orman Fakültesi Spor Salonu, Istanbul | Sarıyer     | 3 - 1 | Yeşilyurt   | 21-25, 25-18, 25-17, 25-16 |

##### Ritorno
| 12ª giornata - 29 gennaio 2015 Burhan Felek Spor Salonu, Istanbul     | Galatasaray | 3 - 0 | Yeşilyurt   | 25-13, 25-19, 25-17               |
| 13ª giornata - 18 gennaio 2015 Yeşilyurt Spor Salonu, Istanbul        | Yeşilyurt   | 1 - 3 | İdman Ocağı | 25-23, 15-25, 16-25, 18-25        |
| 14ª giornata - 25 gennaio 2015 Cengiz Göllü Kapalı Spor Salonu, Bursa | Bursa BB    | 3 - 0 | Yeşilyurt   | 25-13, 26-24, 25-17               |
| 15ª giornata - 1 febbraio 2015 Yeşilyurt Spor Salonu, Istanbul        | Yeşilyurt   | 0 - 3 | Eczacıbaşı  | 12-25, 17-25, 19-25               |
| 16ª giornata - 5 febbraio 2015 Burhan Felek Spor Salonu, Istanbul     | VakıfBank   | 3 - 0 | Yeşilyurt   | 25-18, 25-19, 25-16               |
| 17ª giornata - 15 febbraio 2015 Yeşilyurt Spor Salonu, Istanbul       | Yeşilyurt   | 0 - 3 | İlbank      | 17-25, 13-25, 23-25               |
| 18ª giornata - 22 febbraio 2015 Yeşilyurt Spor Salonu, Istanbul       | Yeşilyurt   | 2 - 3 | Nilüfer     | 14-25, 29-27, 29-27, 14-25, 13-15 |
| 19ª giornata - 1 marzo 2015 Burhan Felek Spor Salonu, Istanbul        | Fenerbahçe  | 3 - 0 | Yeşilyurt   | 25-21, 25-12, 25-15               |
| 20ª giornata - 8 marzo 2015 Yeşilyurt Spor Salonu, Istanbul           | Yeşilyurt   | 0 - 3 | Beşiktaş    | 17-25, 16-25, 8-25                |
| 21ª giornata - 14 marzo 2015 Anafartalar Spor Salonu, Çanakkale       | Çanakkale   | 3 - 1 | Yeşilyurt   | 25-18, 25-14, 23-25, 25-13        |
| 22ª giornata - 22 marzo 2015 Yeşilyurt Spor Salonu, Istanbul          | Yeşilyurt   | 0 - 3 | Sarıyer     | 24-26, 18-25, 16-25               |

#### Play-out
| 1ª giornata - 27 marzo 2015 Sakarya Spor Salonu, Sakarya           | Çanakkale | 3 - 0 | Yeşilyurt | 25-14, 25-12, 25-12 |
| 2ª giornata - 28 marzo 2015 Sakarya Spor Salonu, Sakarya           | Yeşilyurt | 0 - 3 | İlbank    | 18-25, 15-25, 8-25  |
| 3ª giornata - 29 marzo 2015 Sakarya Spor Salonu, Sakarya           | Beşiktaş  | 3 - 0 | Yeşilyurt | 25-17, 25-15, 25-19 |
| 4ª giornata - 3 aprile 2015 Cengiz Göllü Kapalı Spor Salonu, Bursa | Yeşilyurt | 0 - 3 | Beşiktaş  | 12-25, 23-25, 18-25 |
| 5ª giornata - 4 aprile 2015 Cengiz Göllü Kapalı Spor Salonu, Bursa | İlbank    | 3 - 0 | Yeşilyurt | 25-18, 28-26, 25-18 |
| 6ª giornata - 5 aprile 2015 Cengiz Göllü Kapalı Spor Salonu, Bursa | Yeşilyurt | 0 - 3 | Çanakkale | 23-25, 18-25, 20-25 |

## Statistiche

### Statistiche di squadra
| Competizione     | Punti | In casa | In casa | In casa | In trasferta | In trasferta | In trasferta | Totale | Totale | Totale |
| Competizione     | Punti | G       | V       | P       | G            | V            | P            | G      | V      | P      |
| ---------------- | ----- | ------- | ------- | ------- | ------------ | ------------ | ------------ | ------ | ------ | ------ |
| Voleybol 1. Ligi | 3     | 11      | 0       | 11      | 11           | 0            | 11           | 28     | 0      | 28     |
| Totale           | -     | 11      | 0       | 11      | 11           | 0            | 11           | 28     | 0      | 28     |

G = partite giocate; V = partite vinte; P = partite perse

### Statistiche dei giocatori
| Giocatore     | Campionato | Campionato | Campionato | Campionato | Campionato | Totale | Totale | Totale | Totale | Totale |
| Giocatore     | P          | PT         | AV         | MV         | BV         | P      | PT     | AV     | MV     | BV     |
| ------------- | ---------- | ---------- | ---------- | ---------- | ---------- | ------ | ------ | ------ | ------ | ------ |
| H. Akay       | 14         | 4          | 2          | 0          | 2          | 14     | 4      | 2      | 0      | 2      |
| F. Altınbaşak | 5          | 0          | 0          | 0          | 0          | 5      | 0      | 0      | 0      | 0      |
| L. Arredondo  | 3          | 31         | 26         | 3          | 2          | 3      | 31     | 26     | 3      | 2      |
| A. Bredis     | 28         | 42         | 17         | 13         | 12         | 28     | 42     | 17     | 13     | 12     |
| N. Can        | 6          | 20         | 11         | 5          | 4          | 6      | 20     | 11     | 5      | 4      |
| Ç. Erdem      | 21         | 113        | 96         | 10         | 7          | 21     | 113    | 96     | 10     | 7      |
| E. Hocaoğlu   | 22         | 177        | 150        | 9          | 18         | 22     | 177    | 150    | 9      | 18     |
| E. Kasapoğlu  | 20         | 0          | 0          | 0          | 0          | 20     | 0      | 0      | 0      | 0      |
| D. Kayacan    | 8          | 2          | 1          | 1          | 0          | 8      | 2      | 1      | 1      | 0      |
| B. Şahin      | 20         | 71         | 36         | 27         | 8          | 20     | 71     | 36     | 27     | 8      |
| H. Topaloğlu  | 28         | 270        | 236        | 16         | 18         | 28     | 270    | 236    | 16     | 18     |
| S. Uygur      | 12         | 89         | 54         | 25         | 10         | 12     | 89     | 54     | 25     | 10     |
| B. Vural      | 28         | 1          | 0          | 1          | 0          | 28     | 1      | 0      | 1      | 0      |
| Y. Yençilek   | 12         | 72         | 61         | 2          | 9          | 12     | 72     | 61     | 2      | 9      |
| G. Yılmaz     | 9          | 16         | 11         | 3          | 2          | 9      | 16     | 11     | 3      | 2      |
| N. Yılmaz     | 7          | 1          | 0          | 0          | 1          | 7      | 1      | 0      | 0      | 1      |
| S. Zent       | 27         | 186        | 129        | 43         | 14         | 27     | 186    | 129    | 43     | 14     |

P = presenze; PT = punti totali; AV = attacchi vincenti; MV = muri vincenti; BV = battute vincenti